# إعدام موجز

تصور هذه اللوحة، الثالث من مايو 1808 من قبل فرانسيسكو غويا ، الإعدام الفوري للأسبان من قبل القوات الفرنسية بعد انتفاضة دوس دي مايو في مدريد.

الإعدام بإجراءات موجزة هو إعدام يتهم فيه شخص بارتكاب جريمة ويقتل على الفور دون الاستفادة من محاكمة كاملة وعادلة. وتشمل أحياناً عمليات الإعدام كنتيجة للعدالة الموجزة (مثل محاكمة عسكرية مستعجلة )، ولكن يشير المصطلح بشكل عام إلى القبض على المتهم واتهامه وإعدامه في وقت واحد أو في غضون فترة زمنية قصيرة جدًا، ودون أي محاكمة على الإطلاق. 
تُنَفَّذ عمليات الإعدام بإجراءات موجزة من قبل الشرطة والجيش والمنظمات شبه العسكرية وغالبا ما ترتبط بحرب العصابات، ومكافحة التمرد، والإرهاب، وأي حالة أخرى تنطوي على انهيار الإجراءات العادية للتعامل مع السجناء المتهمين، مدنيين أو عسكريين. 

## الولاية القضائية المدنية
في جميع الولايات القضائية المدنية تقريبًا، يعد الإعدام بإجراءات موجزة غير قانوني، لأنه ينتهك حق المتهم في محاكمة عادلة. حظرت جميع الدساتير أو النظم القانونية تقريبًا التي تستند إلى القانون العام التنفيذ دون قرار وعقوبة قاضٍ مختص، وأعلن العهد الدولي الخاص بالحقوق المدنية والسياسية للأمم المتحدة ما يلي: 
ومع ذلك، في الواقع، تُنفِّذ الشرطة والقوات المحلية عمليات القتل خارج نطاق القضاء في بلدان وأزمنة مختلفة، وأحياناً بموجب الأحكام العرفية. كما تُنفَّذ ها عصابات مسلحة تقاتل ضد الحكومات والمواطنين العاديين.